# 180° sud
180° sud: Els conqueridors de l'inútil (originalment en anglès, 180 Degrees South: Conquerors of the Useless) és un documental de 2009 dirigit per Chris Malloy que cobreix el viatge de Jeff Johnson mentre viatja des de Ventura (Califòrnia) fins a la Patagònia. Recorre el viatge que van fer Yvon Chouinard i Doug Tompkins el 1968 amb la seva furgoneta Ford E-Series Econoline amb l'objectiu final d'escalar el Fitz Roy, una de les ascensions més difícils dels Andes. Després de trobar imatges de l'expedició de 1968, Johnson va decidir fer de l'escalada al volcà Corcovado a la Patagònia el seu propi objectiu i, després de parlar amb Chouinard i Tompkins, va planejar el seu propi viatge.
El subtítol de la pel·lícula en anglès prové de l'autobiografia d'alpinisme de Lionel Terray, Les Conquérants de l'inutile or Conquistadors of the Useless (1961). Terray va ser el primer a assolir el cim Fitz Roy, el 1952, i el seu llibre va ser influent per a Chouinard i Tompkins.
El 26 de juliol de 2022 es va estrenar la versió doblada al català al programa Sense ficció de TV3. L'espai va ser seguit per 136.000 espectadors, amb una quota de pantalla del 8%.

## Sinopsi
La pel·lícula emula el viatge de l'any 1968 fet per Yvon Chouinard i Doug Tompkins a la Patagònia, però més que per terra, Jeff Johnson viatja per mar des de Mèxic i cap al sud al llarg de la costa oest de Xile. La pel·lícula obre amb imatges originals del film domèstic gravades per Chouinard i Tompkins, i després continua amb el mateix metratge de Johnson, en què inclou surf, vela i escalada, mentre la pel·lícula segueix a Johnson navegant amb un petit vaixell cap a Xile, el seu retard durant diverses setmanes a l'illa de Pasqua, des d'on Makohe es converteix en la seva companya de viatge, i en arribar a la Patagònia, Johnson trobant-se amb Chouinard i Tompkins. La pel·lícula conclou amb el seu intent d'escalar el volcà Corcovado, un intent que es va aturar a 200 peus del cim per seguretat.

## Participants
- Yvon Chouinard
- Doug Tompkins
- Kris Tompkins
- Jeff Johnson
- Keith Malloy
- Makohe
- Timmy O'Neill